# نادي كاردوسو
نادي كاردوسو موريرا لكرة القدم (بالبرتغالية: Cardoso Moreira Futebol Clube‏) المعروف باسم كاردوسو موريرا، هو نادي كرة قدم برازيلي غير نشط حاليًا من كاردوسو موريرا ‏، ولاية ريو دي جانيرو.

## تاريخ
تأسّس النادي في 19 مارس 1935.
في عام 1994، فاز كاردوسو موريرا ببطولة كاريوكا للمستوى الرابع، وفي عام 2006 فاز ببطولة كاريوكا للمستوى الثالث، بعد فوزه على سيلفا جارديم في النهائي. في عام 2007، صعد النادي إلى بطولة كاريوكا في العام التالي. وفي 19 يناير 2008، لعب أول مباراة له في البطولة ضد فلومينينسي. فاز فلومينينسي على كاردوسو موريرا 2-0.